# Placówki dyplomatyczne i konsularne w Polsce: G
Stan na: 23 grudnia 2024

## Gabon
Brak placówki – obsługą dyplomatyczną i konsularną Polski zajmuje się bezpośrednio Ministerstwo Spraw Zagranicznych i Kooperacji z Frankofonią Republiki Gabońskiej w Libreville.

## Gambia
Brak placówki – Polskę obsługuje Ambasada Republiki Gambii w Brukseli (Belgia).

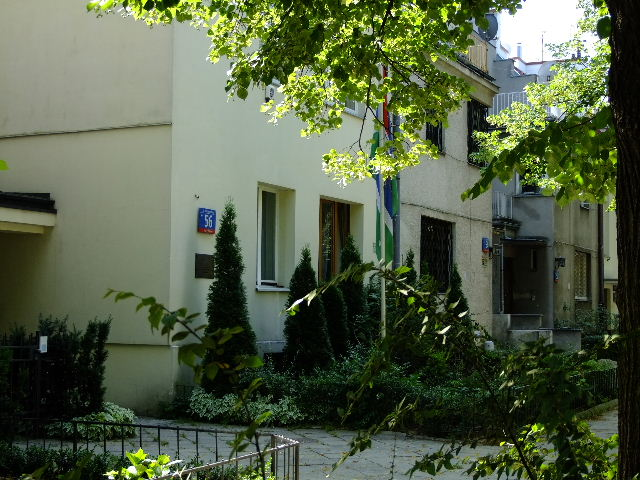
Konsulat Honorowy Republiki Gambii w Warszawie
- szef placówki: Renata Maria Nowak (konsul honorowy)
- Strona oficjalna

## Ghana
Brak placówki – Polskę obsługuje Ambasada Republiki Ghany w Rzymie (Włochy).
Konsulat Honorowy Republiki Ghany w Warszawie
- szef placówki: Wacław Bańbuła (konsul honorowy)

## Grecja

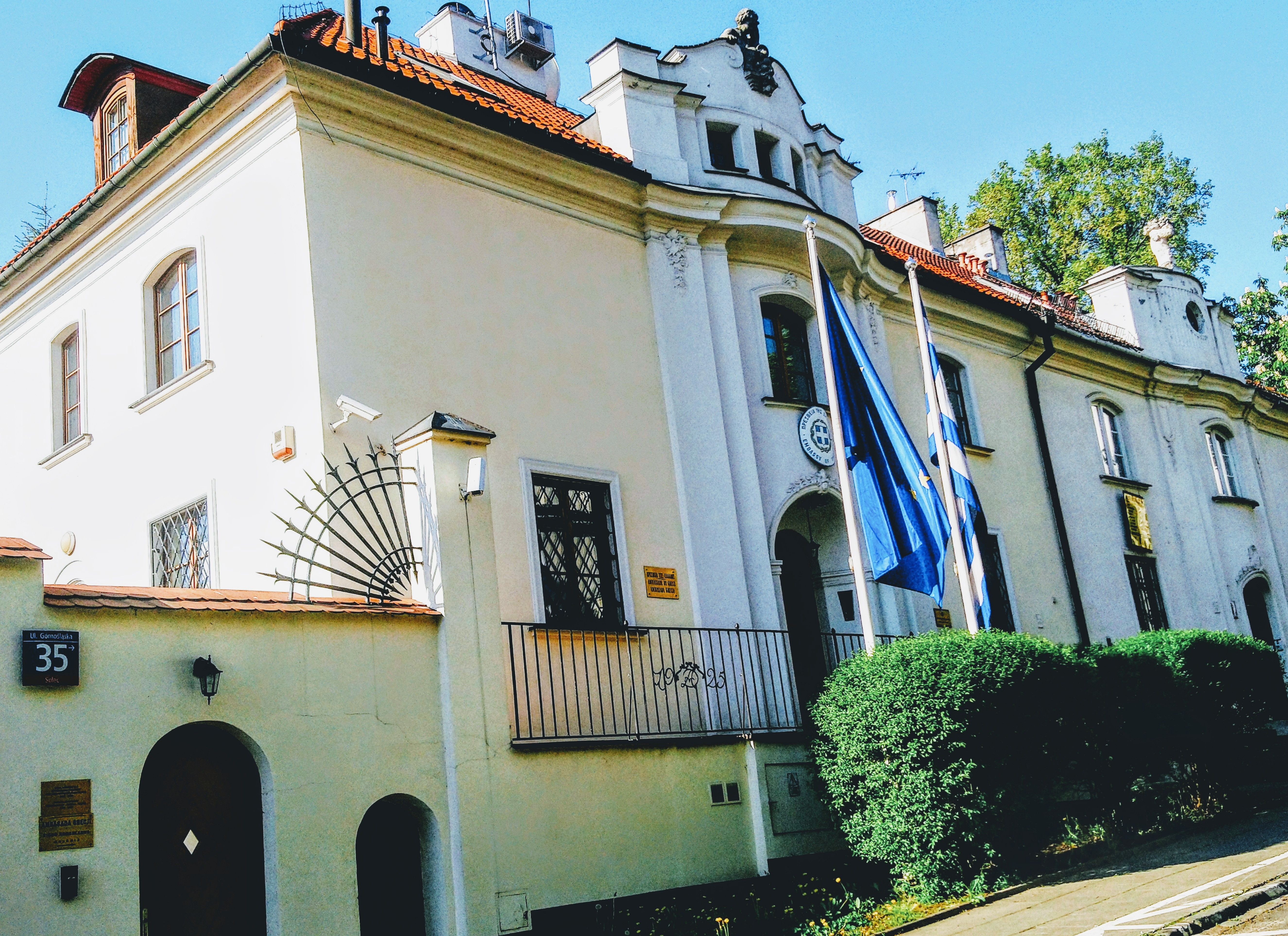
Ambasada Grecji przy ul. Górnośląskiej 35

Ambasada Republiki Greckiej w Warszawie
- szef placówki: Niki Kamba (ambasador)
- Strona oficjalna

## Grenada
Brak placówki obsługującej Polskę.

## Gruzja

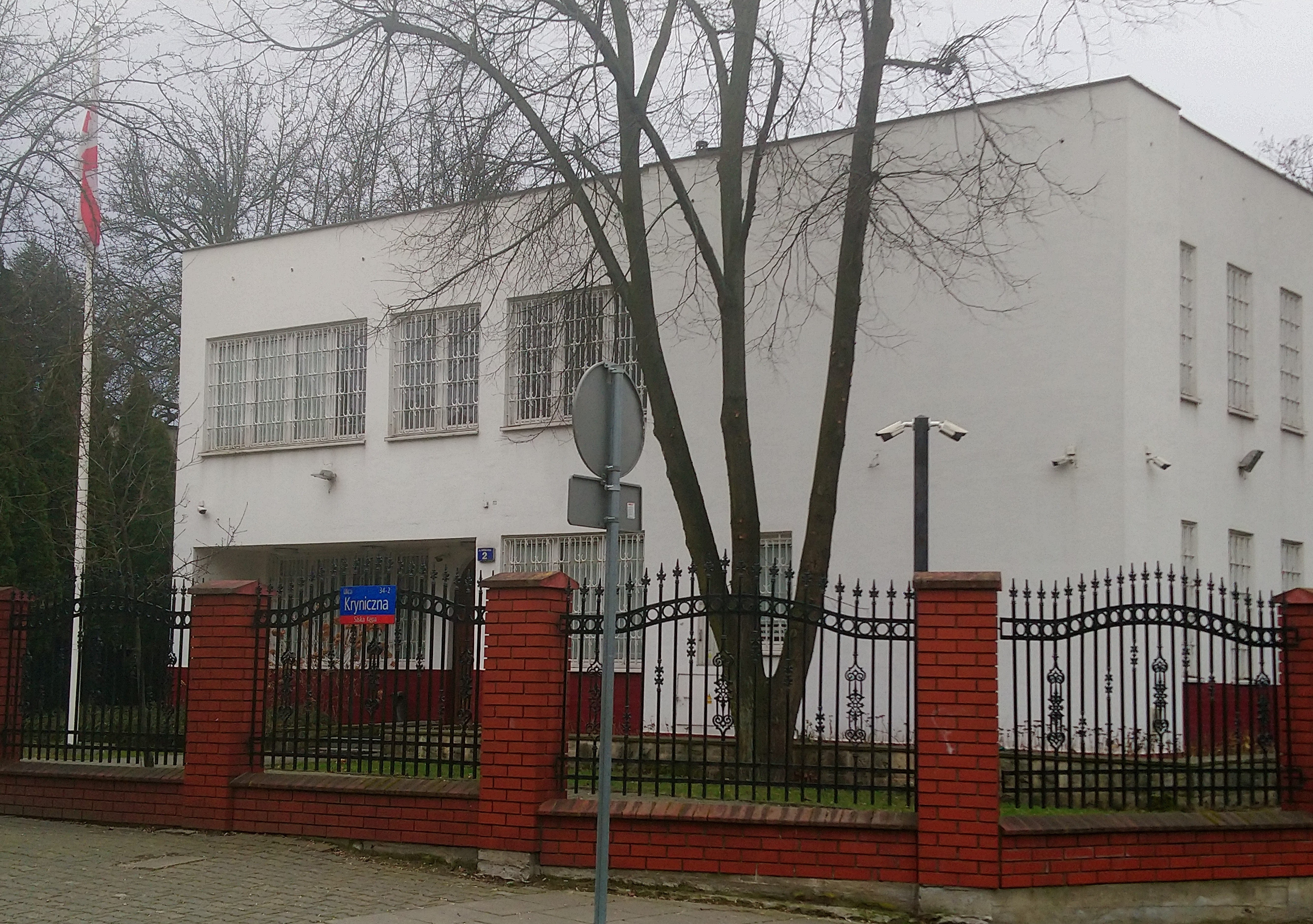
Siedziba Ambasady Gruzji przy ul. Krynicznej w Warszawie

Ambasada Republiki Gruzji w Warszawie
- szef placówki: Diana Zhgenti (ambasador)
- Strona oficjalna

Konsulat Honorowy Republiki Gruzji w Katowicach
- szef placówki: Bogdan Pietrzak (konsul honorowy)
- Strona oficjalna

Konsulat Honorowy Republiki Gruzji we Wrocławiu
- szef placówki: Wojciech Wróbel (konsul honorowy)
- Strona oficjalna

## Gujana
Brak placówki – Polskę obsługuje Wysoka Komisja Kooperacyjnej Republiki Gujany w Londynie (Wielka Brytania).

## Gwatemala

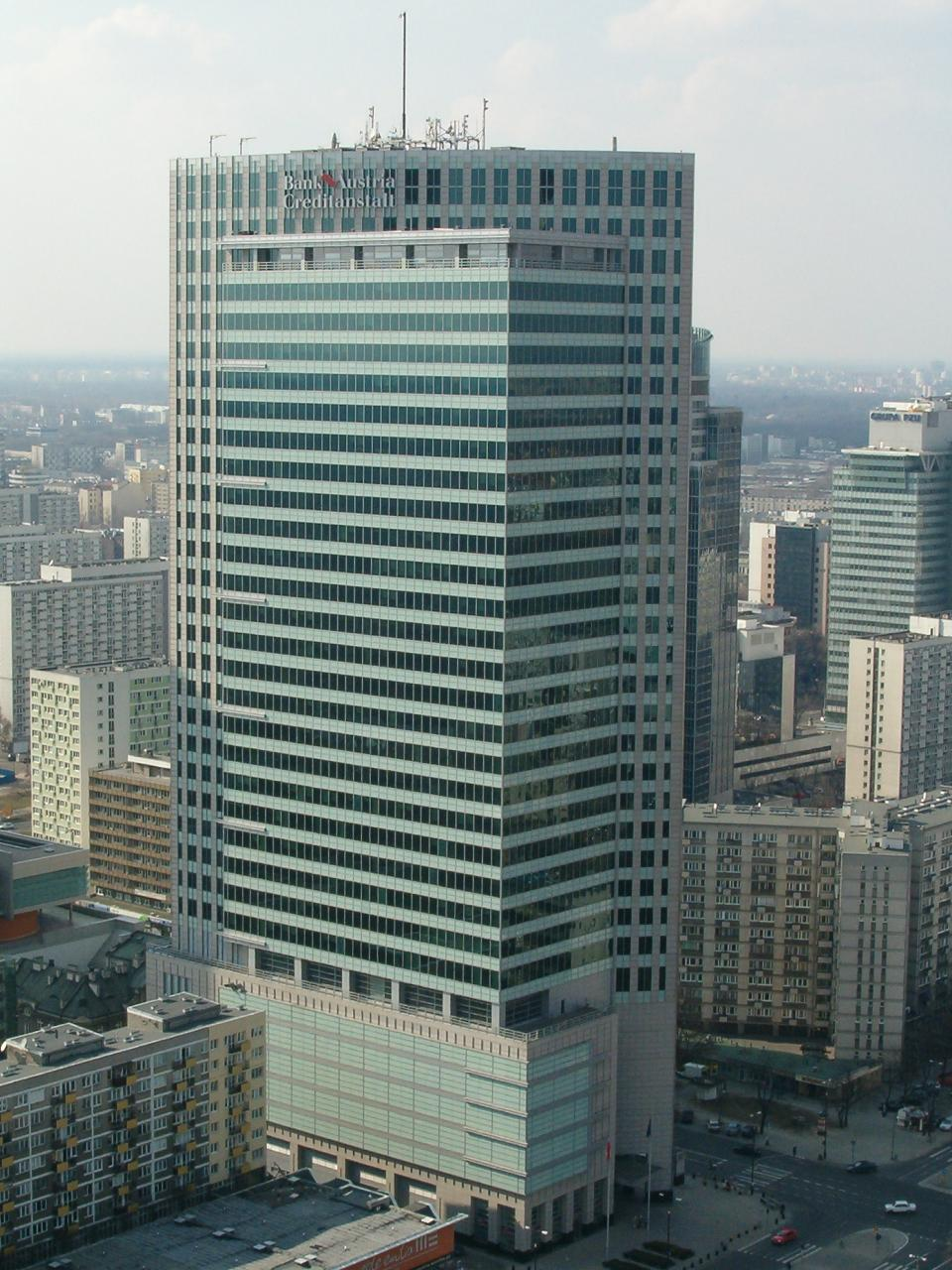
Biurowiec Warsaw Financial Center, w którym mieści się ambasada Gwatemali

Ambasada Republiki Gwatemali w Warszawie
- szef placówki: Sandra Noriega (ambasador)

Konsulat Honorowy Republiki Gwatemali w Poznaniu
- szef placówki: Katarzyna Mikołajczak (konsul honorowy)

## Gwinea
Brak placówki – Polskę obsługuje Ambasada Republiki Gwinei w Berlinie (Niemcy).

## Gwinea Bissau
Brak placówki – Polskę obsługuje Ambasada Republiki Gwinei Bissau w Moskwie (Rosja).

## Gwinea Równikowa
Brak placówki – Polskę obsługuje Ambasada Republiki Gwinei Równikowej w Berlinie (Niemcy).